# Туалис (Удине)
Туалис је насеље у Италији у округу Удине, региону Фурланија-Јулијска крајина.
Према процени из 2011. у насељу је живело 153 становника. Насеље се налази на надморској висини од 875 м.